# Sierra de Haraz
La sierra de Haraz ( en árabe: جَبَل حَرَاز‎, romanizado: Jabal Ḥarāz) es una región montañosa de Yemen, entre Saná y Al-Hudaydah, que se considera parte dentro de la cordillera de Sarat .  En el siglo XI fue el bastión de la dinastía Sulaihid, muchos de cuyos edificios aún sobreviven en la actualidad.  Incluye Jabal An-Nabi Shu'ayb, el cerro más alto de Yemen y de la Península Arábiga . 

## Historia y ubicación
Debido a su ubicación entre la llanura costera del Tihamah y Sanaa, esta zona montañosa siempre ha sido estratégicamente importante. La sierra de Haraz fue un lugar de parada de caravanas durante el Reino Himyarita, que sería posteriormente el bastión de la dinastía Sulayhid, que se estableció en Yemen en 1037. Desde entonces la población ha sido musulmana chiita ismailí .
Haraz es famosa por sus pueblos fortificados que se aferran a picos rocosos casi inaccesibles. Su imponente arquitectura satisface dos necesidades: defender a los campesinos y dejar mucho espacio para los cultivos. Cada pueblo está construido como un castillo; las casas mismas forman el muro, equipadas con una o dos puertas fácilmente defendibles. Construidos con piedra arenisca y basalto, los edificios están integrados en el paisaje y es difícil saber dónde comienza o termina la roca y el pueblo. La montaña está dividida en terrazas de unos pocos acres o más, separadas por muros a veces de varios metros de altura. En estos campos en terrazas se cultiva la mielga para el ganado, mijo, lentejas, grandes superficies para café y mayirungi . Es una de las principales zonas productoras de granos de café Moca .
A un día de viaje se encuentran Bani Murrah y otros pueblos ubicados en el collado que domina Manakhah . Manakhah es el corazón de la cordillera, una gran ciudad cuyo mercado atrae a campesionos de todo el vecindario. Al Hajjara, al oeste de Manakhah, es un pueblo amurallado cuya ciudadela fue fundada en el siglo XII por los Sulayhids. Desde allí se puede acceder a otros pueblos, como Bayt al-Qamus y Bayt Shimran . El pueblo de Hutaib está construido sobre una plataforma de arenisca roja, frente a colinas con terrazas que albergan una veintena de pueblos. Aquí también se encuentra el mausoleo del tercer yemení Da'i al-Mutlaq Hatim ibn Ibrahim . Aquí se reúnen bohras de la India, Sri Lanka, Madagascar y otros países.

## Estado de Patrimonio Mundial
Esta área fue agregada a la Lista indicativa del Patrimonio Mundial de la UNESCO desde el 8 de julio de 2002 por Yemen en la categoría mixta (cultural y natural), como un sitio que tiene "valor universal excepcional". El sitio aún no ha sido votado por el Comité del Patrimonio Mundial como sitio oficial del Patrimonio Mundial.

## Galería

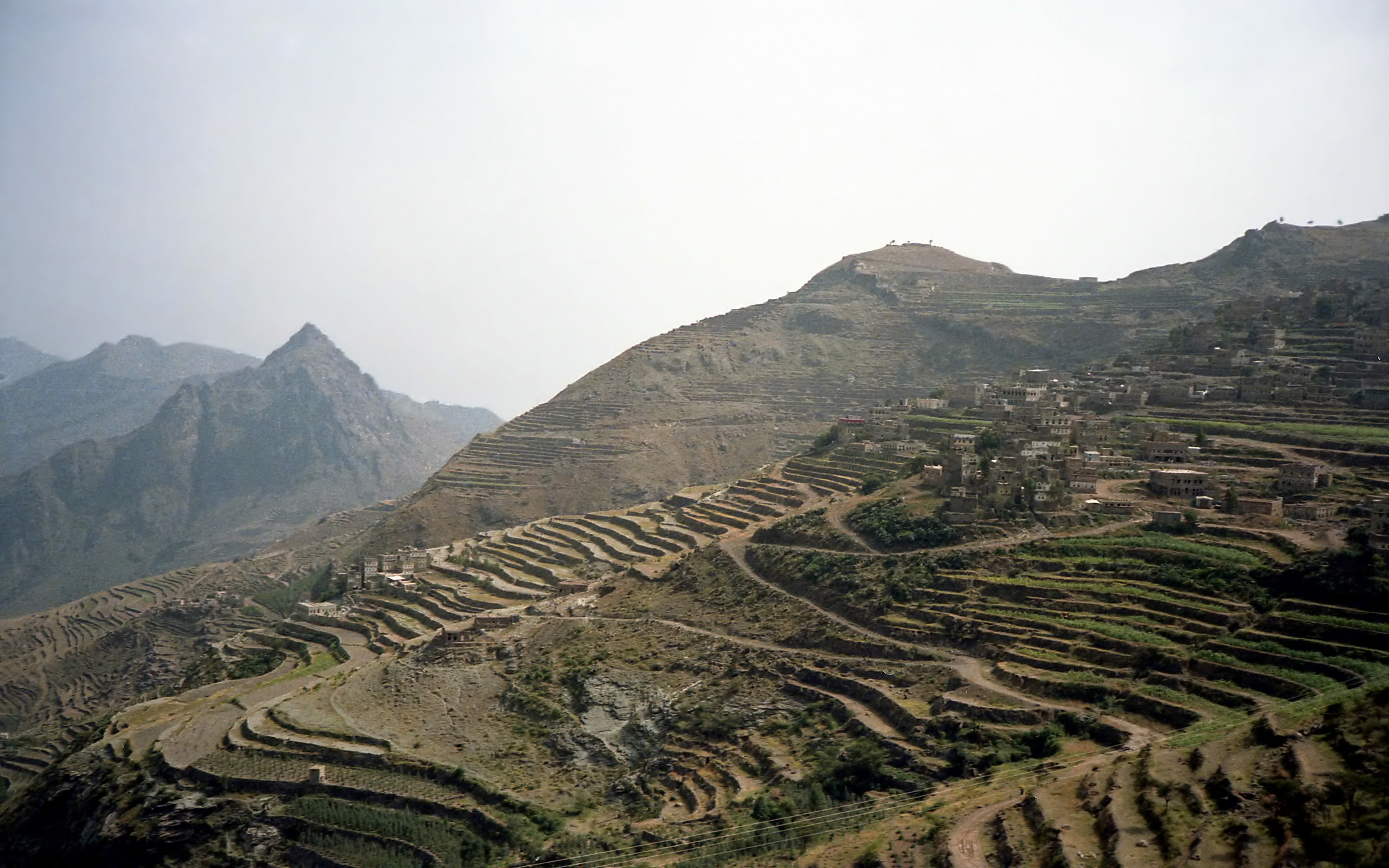
Manakhah en la gobernación de saná
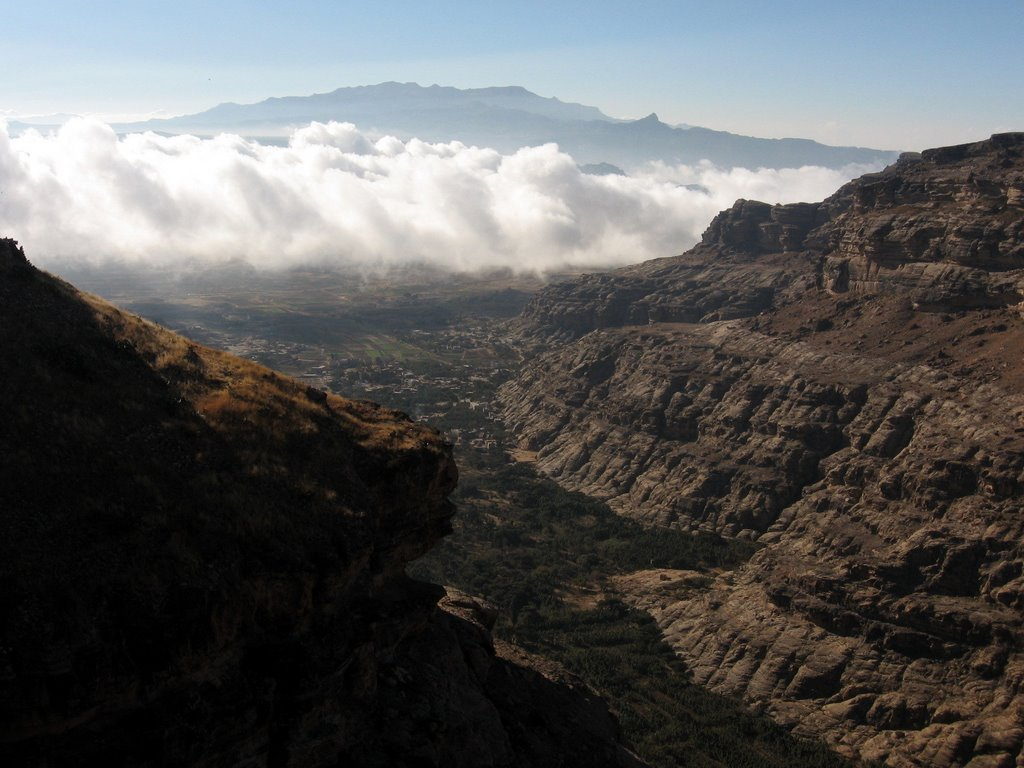
Cerro Hadhur, lamontaña y el pico más alto de la Península Arábiga, visto desdeKawkaban en lagobernación de Al Mahwit
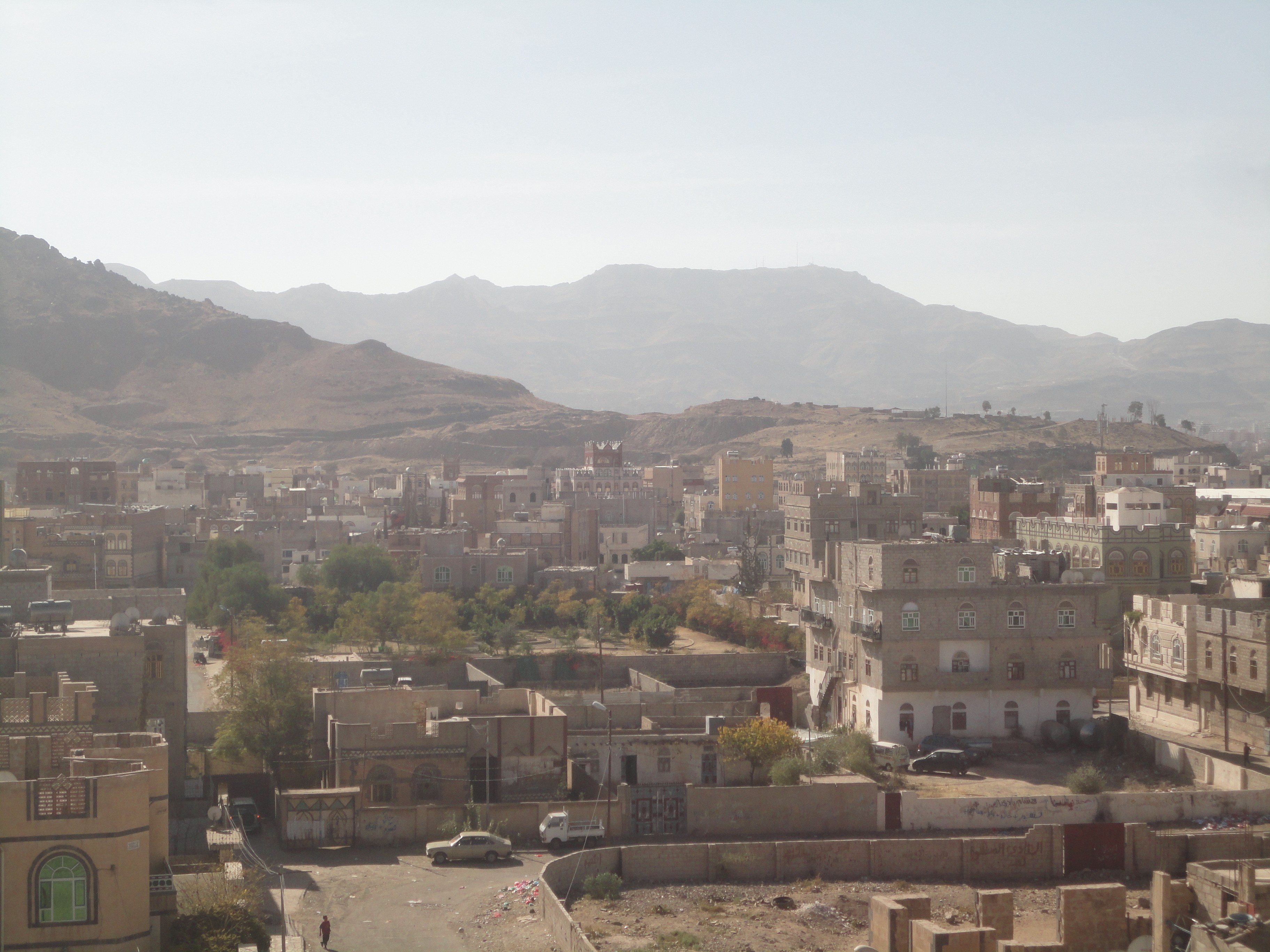
Cerro Hadhur se encuentra detrás de la montaña al fondo, mirando al oeste del sur de la ciudad de Saná.
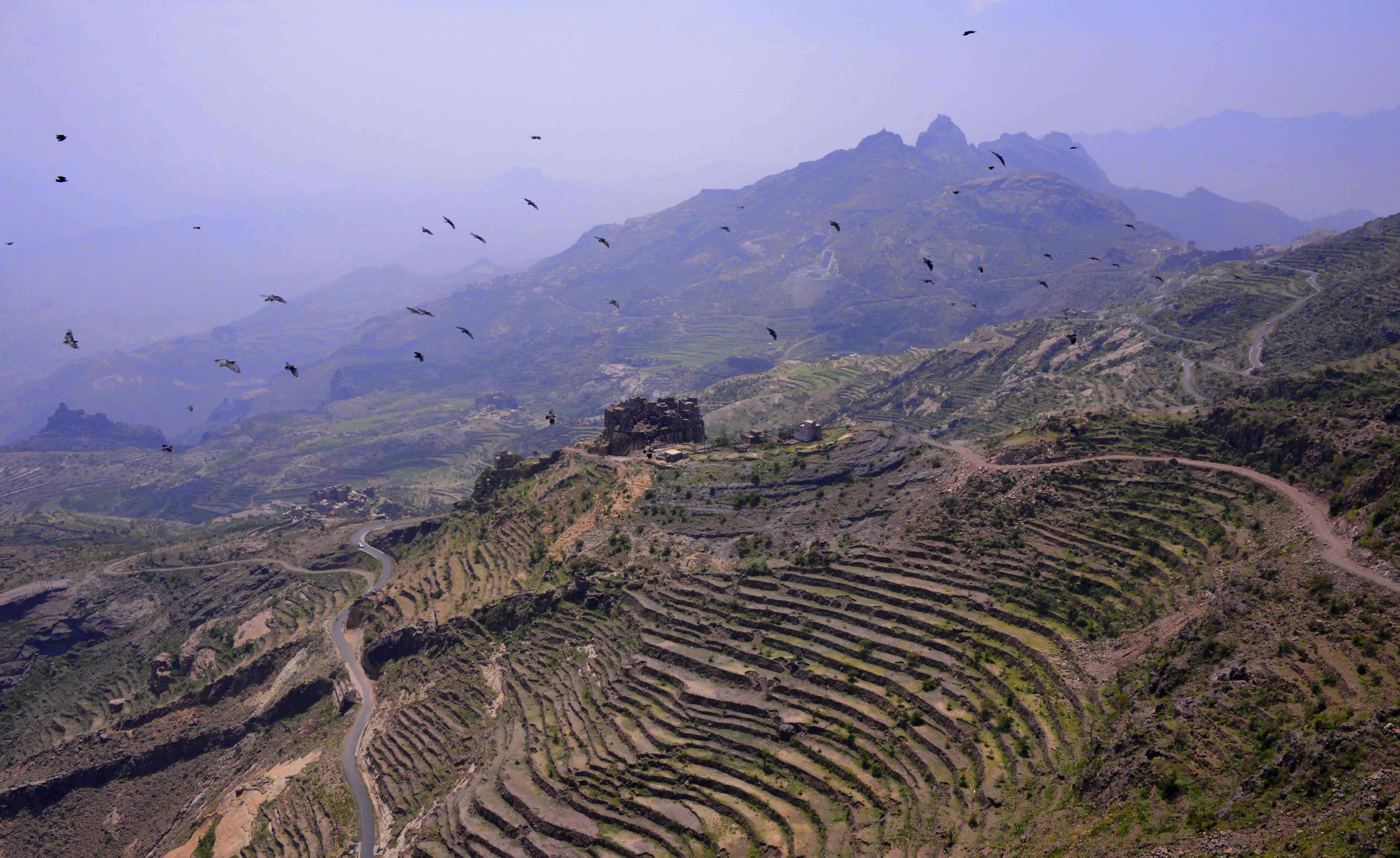
Terrazas agrícolas
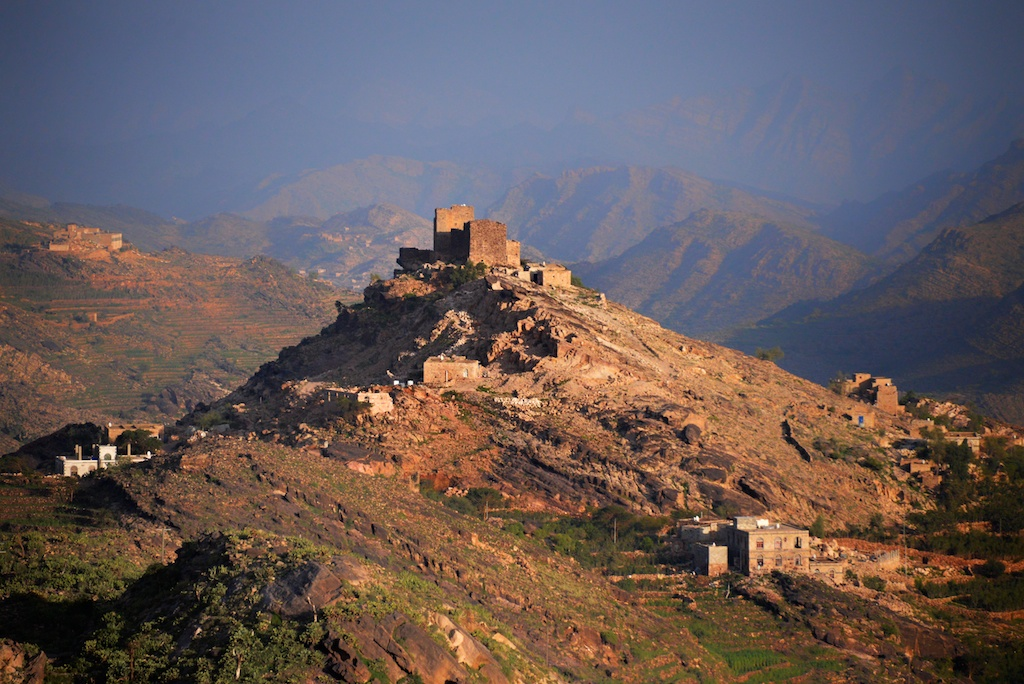
Asentamiento fortificado entre las montañas